# LVCI 1–50
Die LVCI 1–50 waren Dampflokomotiven der Lombardisch-venetianischen und central-italienischen Eisenbahn-Gesellschaft (LVCI), einer privaten Bahngesellschaft Österreich-Ungarns.
Die 50 Lokomotiven wurden von Stephenson 1857/58 an die LVCI geliefert.
Die SB übernahm von diesen 50 Loks 15 in ihren Bestand als Reihe 1.
1867 kamen die 35 der LVCI und 15 der SB zur Strade Ferrate Alta Italia (SFAI).
Diese verschrottete 1874 zehn Stück und weitere zehn wurden in 1B umgebaut.
Vier Stück dieser Reihe kamen über die Rete Mediterranea und die Rete Adriatica 1905 noch zur FS als Teil der Reihe 102.
Die anderen vier Lokomotiven der Reihe FS 102 stammten von den LVCI 155–164.